# Fabrice Muamba
Fabrice Ndala Muamba (n. 6 aprilie 1988, Kinshasa, Zair) este fotbalist profesionist, retras din activitate, care în cariera sa a evoluat la cluburile Arsenal, Birmingham City și Bolton Wanderers pe postul de mijlocaș central. Născut în Zair (astăzi Republica Democrată Congo), Muamba s-a mutat în Anglia la vârsta de 11 ani, și ulterior a jucat pentru naționalele de juniori și tineret ale Angliei până la nivelul Under-21, inclusiv.

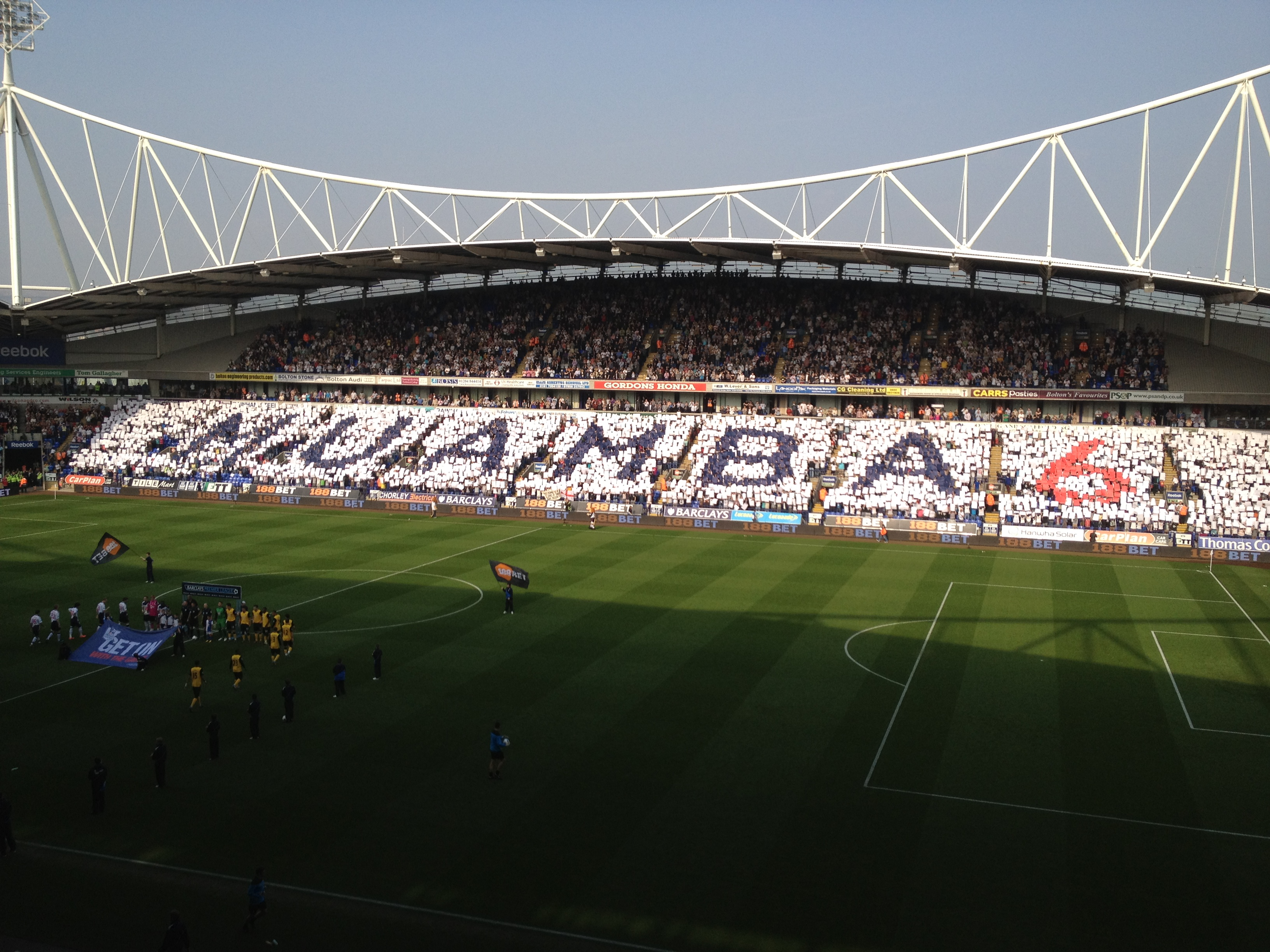
Fanii lui Bolton arătându-și sprijinul pentru Muamba printr-o coregrafie la primul meci de după incident, contra echipei Blackburn Rovers, pe 24 martie 2012.

În martie 2012, Muamba a suferit un stop cardiac în timpul unui meci din FA Cup dintre Bolton și Tottenham Hotspur, din care și-a revenit în pofida faptului că inima sa s-a oprit și nu a bătut timp de 78 de minute. În august 2012, acesta și-a anunțat încheierea carierei de fotbalist.
Muamba a fost convocat pentru prima dată la echipa națională de fotbal a Angliei Under-21 pentru meciul amical cu echipa națională de fotbal a României Under-21 din 21 august 2007, de pe Ashton Gate Stadium, Bristol, și și-a făcut debutul intrând la schimb în repriza secundă a meciului.

## Statistici carieră
| Club                       | Sezon         | Campionat      | Campionat | Campionat | FA Cup  | FA Cup | League Cup | League Cup | Total   | Total  |
| Club                       | Sezon         | Divizia        | Meciuri   | Goluri    | Meciuri | Goluri | Meciuri    | Goluri     | Meciuri | Goluri |
| -------------------------- | ------------- | -------------- | --------- | --------- | ------- | ------ | ---------- | ---------- | ------- | ------ |
| Arsenal                    | 2005–06       | Premier League | 0         | 0         | 0       | 0      | 2          | 0          | 2       | 0      |
| Birmingham City (împrumut) | 2006–07       | Championship   | 34        | 0         | 3       | 0      | 4          | 0          | 41      | 0      |
| Birmingham City            | 2007–08       | Premier League | 37        | 2         | 1       | 0      | 0          | 0          | 38      | 2      |
| Birmingham City            | Total         | Total          | 71        | 2         | 4       | 0      | 4          | 0          | 79      | 2      |
| Bolton Wanderers           | 2008–09       | Premier League | 38        | 0         | 1       | 0      | 1          | 0          | 40      | 0      |
| Bolton Wanderers           | 2009–10       | Premier League | 36        | 1         | 4       | 0      | 3          | 0          | 43      | 1      |
| Bolton Wanderers           | 2010–11       | Premier League | 36        | 1         | 5       | 0      | 0          | 0          | 41      | 1      |
| Bolton Wanderers           | 2011–12       | Premier League | 20        | 1         | 2       | 0      | 2          | 1          | 24      | 2      |
| Bolton Wanderers           | Total         | Total          | 130       | 3         | 12      | 0      | 6          | 1          | 148     | 4      |
| Total carieră              | Total carieră | Total carieră  | 201       | 5         | 16      | 0      | 12         | 1          | 229     | 6      |